# Panic Station
"Panic Station" là một ca khúc của ban nhạc rock Muse, là đĩa đơn thứ năm được phát hành từ album phòng thu thứ sáu của nhóm The 2nd Law ngày 31 tháng 5 năm 2013. Bài hát do Matthew Bellamy viết nhạc.